# Draco
Draco là một chi thằn lằn thuộc Họ Nhông gồm các loài được gọi là thằn lằn bay, rồng bay hay thằn lằn lượn. Những loài thằn lằn này có khả năng bay lượn; xương sườn và màng nối của chúng có thể được mở rộng để tạo thành "đôi cánh", các chi sau được làm phẳng và giống như cánh ở mặt cắt ngang, và một vạt trên cổ đóng vai trò như một bộ ổn định ngang và đôi khi là được sử dụng để cảnh báo. Draco là những loài ăn côn trùng sống trên cây.

## Các loài

Male D. dussumieri displaying for females by extending his dewlap, from Dandeli, India

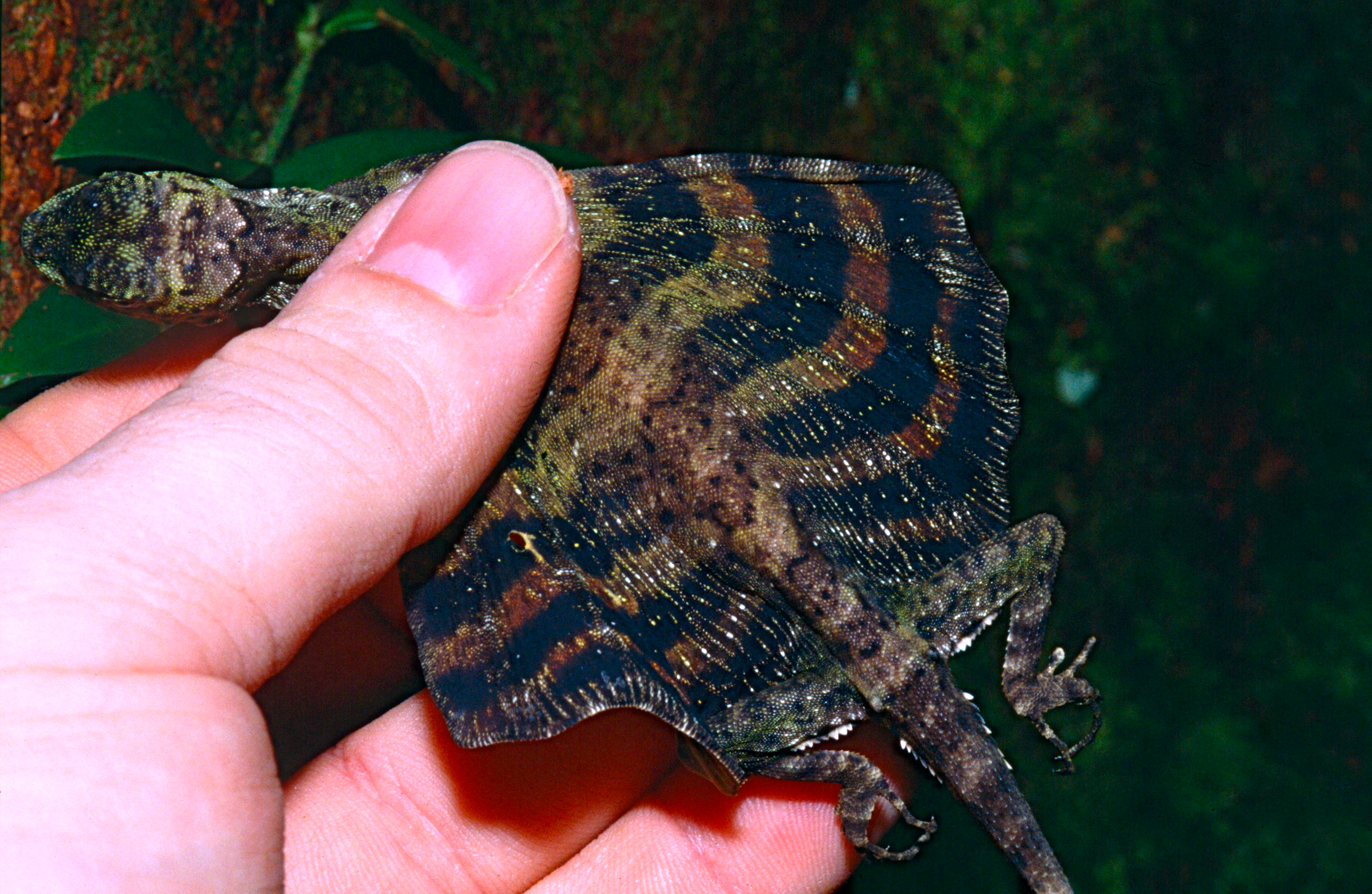
Size of D. quinquefasciatus in comparison to a human hand, from Sarawak, Malaysia

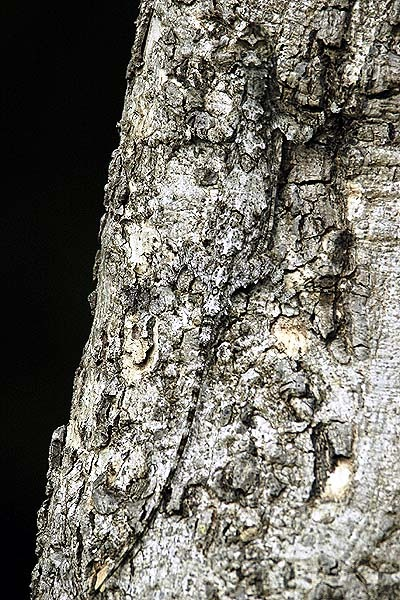
Highly camouflaged D. dussumieri from Bandipur National Park, India

Có 41 được ghi nhận:
- Draco abbreviatus Hardwicke & Gray, 1827
- Draco beccarii W. Peters & Doria, 1878[3]
- Draco biaro Lazell, 1987
- Draco bimaculatus Günther, 1864
- Draco blanfordii Boulenger, 1885
- Draco boschmai Hennig, 1936
- Draco caerulhians Lazell, 1992
- Draco cornutus Günther, 1864
- Draco cristatellus Günther, 1872
- Draco cyanopterus W. Peters, 1867
- Draco dussumieri A.M.C. Duméril & Bibron, 1837
- Draco fimbriatus Kuhl, 1820
- Draco formosus Boulenger, 1900
- Draco guentheri Boulenger, 1885
- Draco haematopogon Gray, 1831
- Draco indochinensis M.A. Smith, 1928
- Draco iskandari McGuire et al., 2007
- Draco jareckii Lazell, 1992
- Draco lineatus Daudin, 1802
- Draco maculatus (Gray, 1845)
- Draco maximus Boulenger, 1893
- Draco melanopogon Boulenger, 1887
- Draco mindanensis Stejneger, 1908
- Draco modiglianii Vinciguerra, 1892
- Draco norvillii Alcock, 1895
- Draco obscurus Boulenger, 1887
- Draco ornatus (Gray, 1845)
- Draco palawanensis McGuire & Alcala, 2000
- Draco punctatus Boulenger, 1900
- Draco quadrasi Boettger, 1893
- Draco quinquefasciatus Hardwicke & Gray, 1827
- Draco reticulatus Günther, 1864
- Draco rhytisma Musters, 1983
- Draco spilonotus Günther, 1872
- Draco spilopterus Wiegmann, 1834
- Draco sumatranus Schlegel, 1844
- Draco supriatnai McGuire et al., 2007
- Draco taeniopterus Günther, 1861
- Draco timoriensis Kuhl, 1820
- Draco volans Linnaeus, 1758
- Draco walkeri Boulenger, 1891